# Döblinger Steg

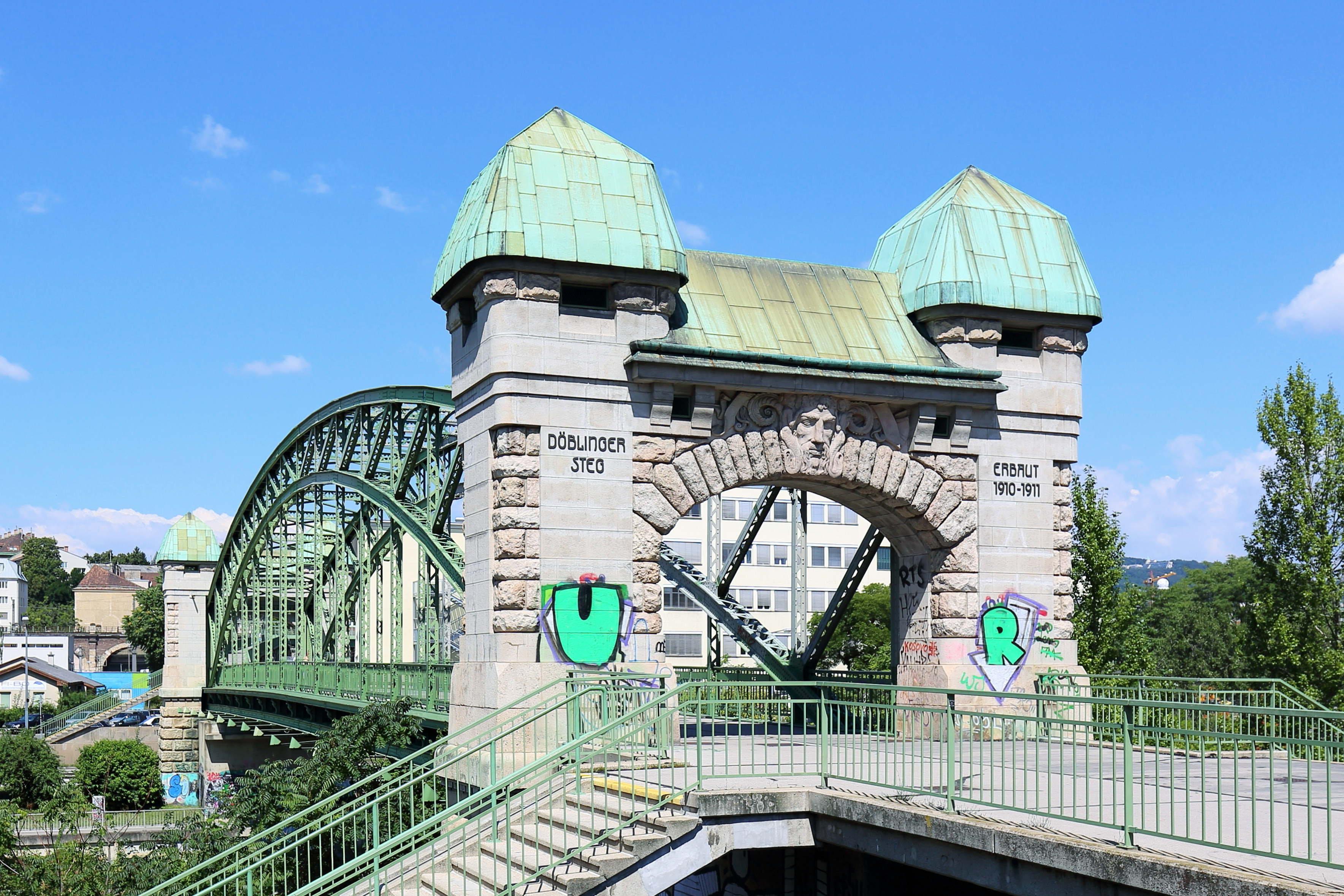
Döblinger Steg über den Donaukanal (2016)

Der Döblinger Steg überquert den Donaukanal in Wien und verbindet die Bezirke Döbling und Brigittenau.

## Lage
Der Döblinger Steg verbindet den Bezirksteil Oberdöbling des Bezirkes Döbling mit dem Bezirk Brigittenau und ermöglicht eine direkte Verbindung von der Heiligenstädter Straße zur Klosterneuburger Straße bzw. Brigittenauer Lände. Der Steg führt dabei durch die im Döblinger Bezirksteil Heiligenstadt gelegene Rampengasse über die Geleise der Franz-Josefs-Bahn und über die Heiligenstädter Lände bis über den Donaukanal.

## Geschichte

### 1910–1945
Zwischen 1910 und 1911 wurde der Döblinger Steg als Fußgängerverbindung sowie als Träger zweier Wasserleitungsrohre und eines Gasrohres in Form einer Fachwerkbrücke nach Plänen von Friedrich Jäckel über den Donaukanal errichtet. Die Baumeisterarbeiten wurden von der Firma H. Rella & Co. sowie von Josef Richter ausgeführt. Der Entwurf der Eisenkonstruktion stammt vom Bauingenieur Josef Luger und wurde von der Firmen Aktien-Gesellschaft R. Ph. Waagner – L. und J. Biró & A. Kurz ausgeführt. Für die Steinmetzarbeiten war Franz Klug verantwortlich.

### 1947– heute

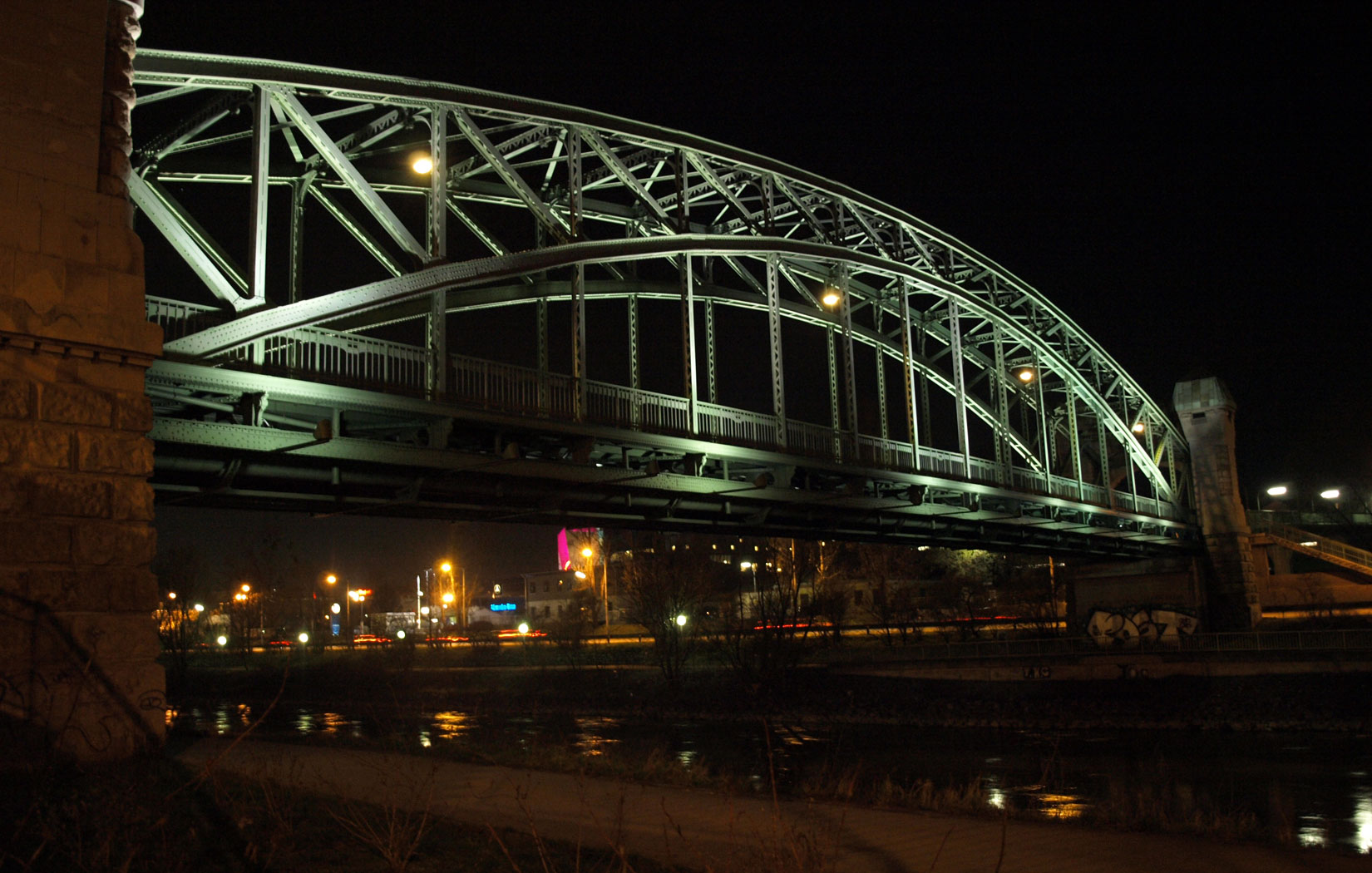
Döblinger Steg bei Nacht

Von der im April 1945 im Zuge der Schlacht um Wien erfolgten Sprengung war vor allem der am Brigittenauer Ufer gelegene Teil des Stegs betroffen. Im Jahr 1947 wurde der Steg unter Verwendung der im Donaukanal liegenden Teile der Stahlkonstruktion wieder aufgebaut. Zwischen 1974 und 1975 wurden zwei Verlängerungsbauwerke aus Stahlbeton errichtet, um die den Donaukanal begleitenden Straßen Heiligenstädter Lände und Brigittenauer Lände zu überbrücken. Auf der Döblinger Seite ist es möglich, durchgehend von der Rampengasse im 19. Bezirk über die Trasse der U-Bahn den Döblinger Steg zu erreichen.
Von der für Brückenbau zuständigen Magistratsabteilung 29 (MA 29) wird dieses, eine funktionelle Einheit bildende Bauwerk, in sechs einzelne Objekte gegliedert, für die auch eigene Brückenbücher geführt werden, und zwar für den „Döblinger Steg“, den „Rampensteg“, die „Verlängerung des Döblinger Steges rechtes Ufer“, die darunter befindliche „Kammer“, die „Verlängerung des Döblinger Steges linkes Ufer“ und die „Kammer unter der B 227 linkes Ufer“. Und so ist der Döblinger Steg offiziell viel kürzer als es dem Benutzer erscheint, ein Umstand, der vom Kontrollamt der Stadt Wien allerdings in einem im Internet veröffentlichten Kontrollamtsbericht kritisiert wurde.
Zwischen 1995 und 1997 wurde der Döblinger Steg einer Gesamtinstandsetzung unterzogen.